# 浦东北区
浦东北区是汪精卫政权在上海市设置的一个区。位于今浦东新区西北部，因地处浦东北部，故名。
民国27年（1938年）4月28日，上海市大道政府接受中华民国维新政府领导，改组为督办上海市政公署。10月16日，督办上海市政公署改组为上海特别市政府。10月25日，浦东北区政务署成立。12月1日，中华民国维新政府行政院颁布《上海特别市管辖区域暂行办法》训令，浦东区分为浦东南区和浦东北区。浦东北区辖境包括抗战前上海市的高桥区、高行区、陆行区、江苏省川沙县的横沙、宝山县的长兴诸沙。东界为抗战前高桥、高行、陆行3区的东界，南界为抗战前陆行区南界，西界为黄浦江，北界为长江南支航道。民国28年（1939年）1月1日，上海特别市政府奉令将所辖浦东北区等区政务署改称区公署。民国30年（1941年）8月1日，《上海特别市政府各区公署暂行规则》发布，规定区公署分为二等，浦东北区为二等区。
民国32年（1943年）8月6日，浦东北区改称第五区。民国33年（1944年）8月1日，上海特别市政府布告，全市行政区域划定为市区、郊区和县区，第五区复名浦东北区，浦东北区属郊区。民国34年（1945年）7月1日:3，上海特别市将浦东北区横沙、长兴诸沙从浦东北区划出:3、16，成立横沙特别区，置特别区公署:3、15-16、41，直属上海特别市管辖:3、16。民国34年（1945年）抗战胜利后，浦东北区撤销。